# Gornja Koprivna
Gornja Koprivna je naseljeno mjesto u gradu Cazinu, Federacija Bosne i Hercegovine, BiH.
Gornja Koprivna je i sjedište mjesne zajednicekoja obuhvaća naselja: Gornja Koprivna, Liđani, Ljubijankići, Ponjevići i Toromani. 

## Stanovništvo

### Popisi 1971. – 1991.
| Gornja Koprivna    |                |                |                |
| godina popisa      | 1991.          | 1981.          | 1971.          |
| Muslimani          | 1.533 (99,54%) | 1.366 (99,92%) | 1.161 (99,82%) |
| Srbi               | 1 (0,06%)      | 0              | 1 (0,08%)      |
| Hrvati             | 1 (0,06%)      | 0              | 0              |
| Jugoslaveni        | 2 (0,12%)      | 0              | 0              |
| ostali i nepoznato | 3 (0,19%)      | 1 (0,07%)      | 1 (0,08%)      |
| ukupno             | 1.540          | 1.367          | 1.163          |

### Popis 2013.
| Ćoralići           |                |
| godina popisa      | 2013.          |
| Bošnjaci           | 1.712 (98,56%) |
| Hrvati             | 1 (0,06%)      |
| Srbi               | 0              |
| ostali i nepoznato | 24 (1,38%)     |
| ukupno             | 1.737          |

## Šport
Održava se malonogometni turnir Memorijal Salih Omerčević.